# فعالیت‌های جنایی
فعالیت‌های جنایی (انگلیسی: Criminal Activities) فیلمی در ژانر جنایی به کارگردانی جکی ارل هیلی است که در سال ۲۰۱۵ منتشر شد.

## داستان
داستان 5 مرد است که از دوران دبیرستان با هم دیگر دوست بودند زمانی که یکی از این 5 مرد در اثر تصادف می میرد . این 4 دوست در مراسم ختم همدیگر را می بینید و تصمیم می گیرند که در یک سرمایه گذاری پر سود یک شرکت بزرگ با هم شراکت کنند ولی چون سرمایه ی کافی ندارند از شخصی به اسم ادی پول قرض می گیرند . زمانی که ریس شرکت دستگیر و سهام این شرکت سقوط می کند آنها می فهمند که باید برای پرداخت پول با سودش به ادی باید شخصی به اسم مارکوس را بدزند تا ادی با تعویض مارکوس با خواهر زاده‌اش ، خواهرزاده اش را آزاد کند . وقتی که این چهار دوست این فرد را می دزدند و گوش به فرمان ادی می مانند می فهمند که داستان چیز دیگری بوده است و ....

## بازیگران
- جان تراولتا در نقش ادی
- مایکل پیت در نقش زک
- دن استیونز در نقش نوح
- راب براون در نقش برایس
- ادی گاتگی در نقش مارکوس[۱]